# Polyclysta scythropa
Polyclysta scythropa är en fjärilsart som beskrevs av Edward Meyrick 1891. Polyclysta scythropa ingår i släktet Polyclysta och familjen mätare. Inga underarter finns listade i Catalogue of Life.